# Veslanje na OI 1908.
Veslanje na Olimpijskim igrama u Londonu 1908. godine uključivalo je natjecanja u 4 discipline, i to samo u muškoj konkurenciji. Natjecanja su se održala po tzv match race sustavu eliminacija s po dvije posade u utrci, s tim da se trka za treće mjesto nije vozila, te su poraženi u polufinalu dijelili treće mjesto. Veslalo se na čuvenoj stazi u Henleyu.

## Osvajači medalja

### Muški
| Disciplina             | Zlato | Srebro | Bronca |
| Samac                  | Harry Blackstaffe (GBR) | Alexander McCulloch (GBR) | Bernhard von Gaza (GER) Karoly Levitzky (HUN) |
| Dvojac bez kormilara   | Velika Britanija John Fenning Gordon Thomson | Velika Britanija George Fairbairn Philip Verdon | Kanada F.B. Thoms Norwey Jackes Njemačka Martin Stahnke Willy Düskow |
| Četverac bez kormilara | Velika Britanija R. Collier Cudmore J. Angus Gillan Duncan McKinnon John Somers-Smith                                                                           | Velika Britanija Philip Filleul Harold Barker John Fenning Gordon Thomson                                                                           | Kanada Gordon Balfour Becher Gale Charles Riddy Geoffrey Taylor NizozemskaHermanus Höfte Albertus Wielsma Johan Burk Bernardus Croon |
| Osmerac                | GBR Albert Gladstone Frederick Kelly Banner Johnstone Guy Nickalls Charles Burnell Ronald Sanderson Raymond Etherington-Smith Henry Bucknall Gilchrist Maclagan | BelgijaOscar Taelman Marcel Morimont Remy Orban Georges Mijs Francois Vergucht Polydore Veirman Oscar de Somville Rodolphe Poma Alfred Vanlandeghem | CAN Irvine Robertson George Wright Julius Thomson Walter Lewis Gordon Bruce Balfour Becher Gale Charles Riddy Geoffrey Taylor Douglas Kertland Velika Britanija Frank Jerwood Eric Powell Oswald Carver Edward Williams Henry Goldsmith Harold Kitching John Burn Douglas Stuart Richard Boyle |